# Peter Samuelsson
Peter Samuelsson (* 20. November 1981 in Degerfors) ist ein schwedischer Fußballspieler. Der Stürmer bestritt seine bisherige Karriere in seinem Heimatland und Norwegen.

## Werdegang
Samuelsson spielte in der Jugend beim Degerfors IF. Nachdem er sich dort zunächst nicht hatte durchsetzen können, schloss er sich dem Amateurklub Strömtorps IK an, mit dem er in der dritthöchsten Spielklasse antrat. Anfang 2004 wechselte er innerhalb der höchsten schwedischen Amateurklasse zurück zu Degerfors IF. Mit vier Toren in 20 Spielen trug er zum Aufstieg des Klubs in die Superettan bei, dort blieb ihm jedoch nur die Rolle eines Ergänzungsspielers. 
2006 wechselte Samuelsson nach Norwegen zum Drittligisten Nybergsund IL-Trysil, den er nach einer Spielzeit in Richtung Kongsvinger IL verließ. Anfangs noch vornehmlich als Einwechselspieler eingesetzt, eroberte er sich im Saisonverlauf insbesondere aufgrund seiner Torgefahr einen Stammplatz. Letztlich gehörte er mit 14 Saisontreffern in der Spielzeit 2007 zu den torgefährlichsten Spielern der Adeccoligaen, als Tabellenvierter verpasste er jedoch mit der Mannschaft mit einem Punkt Rückstand auf FK Bodø/Glimt den Aufstieg in die Tippeligaen. In der folgenden Spielzeit konnten weder er noch der Klub an die Leistung des Vorjahres anknüpfen, am Saisonende stieg der Verein in die Drittklassigkeit ab.
Samuelsson kehrte nach Schweden zurück und schloss sich erneut Degerfors IF an. Mit 17 Toren in 22 Saisonspielen war er einer der Garanten für den Wiederaufstieg des Klubs in die Superettan. Auch in der zweithöchsten Spielklasse traf er in den folgenden Spielzeiten jeweils zweistellig, so dass er sich sowohl in der Spielzeit 2010 als auch der Spielzeit 2011 jeweils unter den ersten drei der Torschützenliste wiederfand. Kurz nach Ende der Spielzeit 2011 verpflichtete ihn der Erstligist Örebro SK, bei dem er die Rückennummer „10“ erhielt. Verletzungsbedingt konnte er jedoch keinen Tritt bei seinem neuen Verein fassen, im Sommer verlieh ihn der Klub daher zurück an Degerfors IF. Hier erzielte er in zwölf Partien neun Tore. Nach seiner Rückkehr zum mittlerweile aus der Allsvenskan abgestiegenen Örebro SK konnte er sich abermals nicht dauerhaft einen Stammplatz erspielen, in der Offensive stand er insbesondere im Schatten von Karl Holmberg und Shpëtim Hasani. Mit lediglich drei Saisontoren war er am Wiederaufstieg beteiligt.
Kurz vor Weihnachten 2013 einigte Samuelsson sich mit Degerfors IF für eine Rückkehr zu Beginn 2014, er erhielt einen Zwei-Jahres-Vertrag.